# Coupe nord-africaine des clubs
La Coupe nord-africaine des clubs appelée aussi Coupe de l'UNAF des clubs est une ancienne compétition de football disputée en 2015, organisée par l'UNAF. Elle a opposée 5 équipes représentants des pays de l'Afrique du Nord que sont le Maroc, la Tunisie, l'Algérie, la Libye et l'Égypte.

## Histoire
Une réunion du bureau exécutif de l'Union nord-africaine de football (UNAF) a eu lieu le 16 juin 2015 à Casablanca et a décidé d'organiser la coupe de l'UNAF des clubs sous forme d'un mi-championnat à l'issue duquel l'équipe qui termine première sera le vainqueur du tournoi. La réunion s'est déroulée sous la présidence de Wadii Jary, président de l'UNAF, et en présence des représentants des fédérations membres, en marge du tournoi de qualification au championnat d'Afrique des nations des joueurs locaux (CHAN 2016).
Cette compétition est une poursuite de la Coupe nord-africaine des clubs champions et de la Ligue des champions de l'ULNA qui avaient été gelées en 2010 à la suite des événements connus par certains pays de la région.

## Palmarès
| Édition | Vainqueur | Finaliste | Score       | Lieux      |
| ------- | --------- | --------- | ----------- | ---------- |
| 2015    | Raja CA   | Ismaily   | Championnat | Casablanca |

## Bilan

### Bilan par pays
| Pays   | Victoires | Finales perdues | Clubs vainqueurs |
| ------ | --------- | --------------- | ---------------- |
| Maroc  | 1         | 0               | Raja CA (1)      |
| Égypte | 0         | 1               |                  |

### Bilan par club
| # | Club    | Pays   | Victoires | Finales perdues | Années |
| - | ------- | ------ | --------- | --------------- | ------ |
| 1 | Raja CA | Maroc  | 1         | 0               | 2015   |
| 2 | Ismaily | Égypte | 0         | 1               |        |